# Audi RS2
Pour les articles homonymes, voir RS2.
 (mars 2009).
Si vous disposez d'ouvrages ou d'articles de référence ou si vous connaissez des sites web de qualité traitant du thème abordé ici, merci de compléter l'article en donnant les références utiles à sa vérifiabilité et en les liant à la section « Notes et références ».

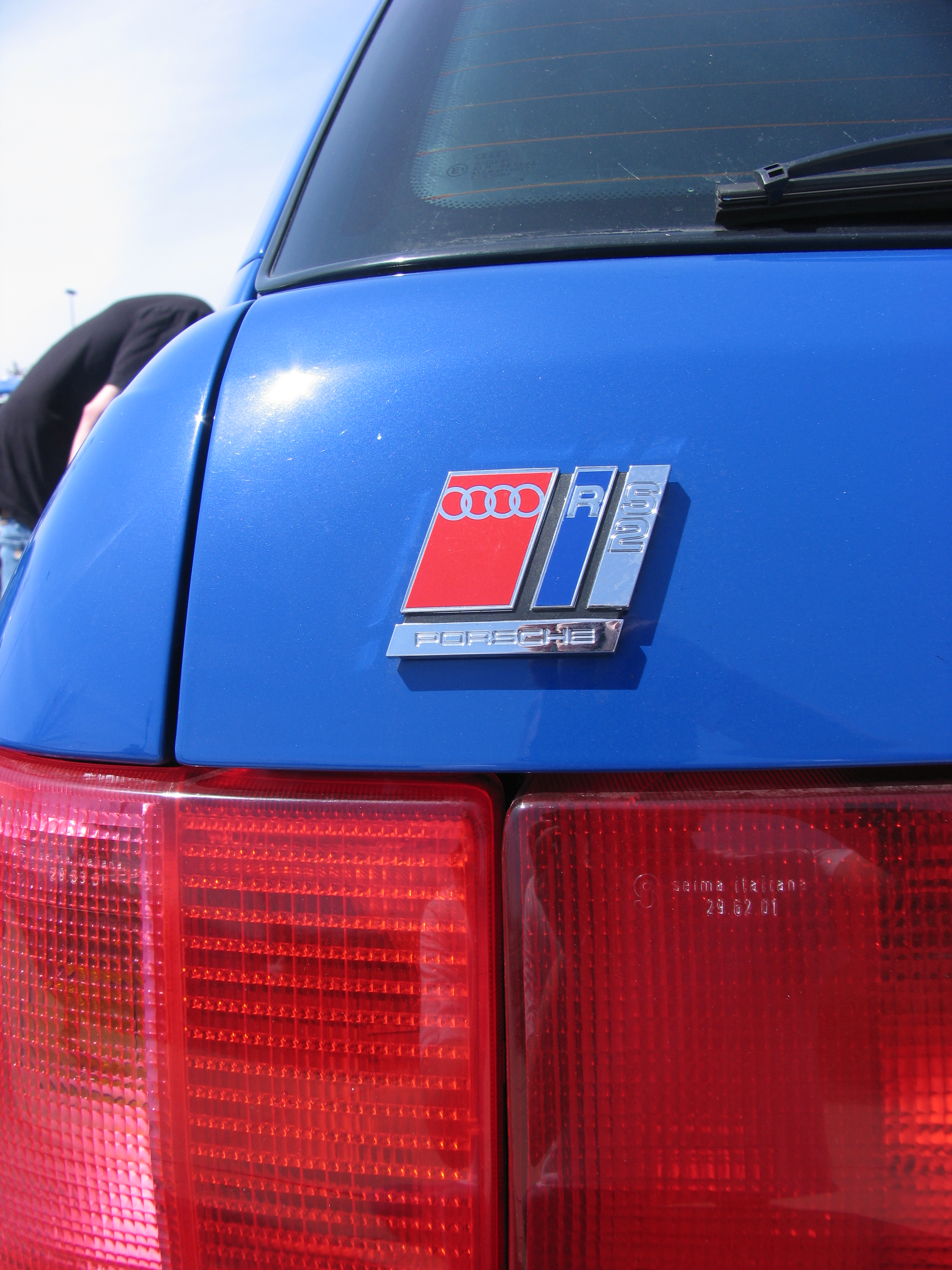
Logo Audi et Porsche combiné à l'arrière.

En 1993, la marque allemande Audi décide de créer l'Audi RS2, une version sportive de l'Audi 80 IV. Il s'agit d'un break sportif conçu en collaboration avec Porsche. La RS2 fera date dans l'histoire de la marque et précédera les fameuses RS4 et RS6.
Elle est dotée d'un moteur 5 cylindres 2,2L de 315 ch contre seulement 230 pour le modèle de base de la S2, ainsi que d'une transmission intégrale permanente avec différentiel de type Torsen. Malgré ses 1 650 kg, la RS2 peut effectuer le 0 à 100 km/h en seulement 5,4 s et sa vitesse maxi, bridée, atteint 260 km/h.

## Historique

### La M3 et la C36 AMG en ligne de mire
Désireuse de radicaliser son image de marque sportive face à ses compatriotes allemandes BMW et Mercedes, la marque d'Ingolstadt Audi rivalise d'idées pour sortir des modèles toujours plus affûtés. En ce début des années 1990, le modèle 80 S2 fait les beaux jours du haut de gamme de la marque, même si sa puissance de 231 ch reste inférieure à celle des BMW M3 e36 (286 ch) et Mercedes C36 AMG (280 ch), les références de la catégorie de l'époque. Plus tard, Mercedes sortira la C43 AMG en version Touring, en raison de succès de la RS2.

### Développement
C'est alors que la marque décide de faire appel au « cousin » Porsche, alors en délicatesse financière, pour élaborer le modèle le plus exclusif de la gamme 80 B4. Pour cela la recette est a priori simple : prendre comme base la version S2 Avant et lui « greffer » le 5 cylindres en ligne turbocompressé préalablement modifié. La puissance est alors portée à 315 ch, le châssis avec la transmission intégrale permanente d'Audi est profondément remanié et divers éléments d'origine Porsche (jantes Cup de 17 pouces en alliage léger, rétros « obus », boucliers façon 911 turbo, système de freinage haute performance avec étriers de frein rouges avec lettrage Porsche) viennent compléter l'ensemble. Avec l'Avant RS2, Audi et Porsche ont créé conjointement une nouvelle catégorie de véhicules : le «break hautes performances» compact. L'attrait de l'Avant RS2 résidait, et réside toujours, dans la combinaison des performances de conduite qui n'étaient auparavant offertes que dans une voiture de sport et de la carrosserie pratique du break, qui permet un large éventail d'utilisations.
L'Avant RS2 a démontré la possibilité d'atteindre à la fois un niveau élevé de performances de conduite et de raffinement en combinant la technologie de deux constructeurs automobiles. Pré-assemblé chez Audi, remonté chez Porsche à l'usine de Stuttgart, le nouveau modèle est présenté au salon de Francfort 1993. Le moteur 2,2 litres à 20 soupapes d'Audi aux performances améliorées est complété par un turbocompresseur modifié et un refroidisseur intermédiaire agrandi, et le système d'échappement est adapté à la puissance du moteur. Walter Röhrl, le double champion du monde des rallyes, a déclaré ce qui suit, en résumé, à propos de l'Avant RS2 :

« Je vois l'un des plus grands avantages de ce modèle aujourd'hui, c'est qu'il ressemble beaucoup à une voiture familiale normale, mais il offre les performances de conduite d'une pure voiture de sport. Le RS2 est une véritable alternative aux voitures de sport avec beaucoup d'espace pour les personnes et les bagages. Puissance moteur, tenue de route, freins, c'est un tout homogène, tout s'emboîte. »

Sa carrière s'étale de 1994 à 1996 et 108 exemplaires, sur un total de 2 891 unités, trouvent un acquéreur en France.

## Carrosserie
La carrosserie est en grande partie identique à celle de l'Audi 80 Avant, mais la coopération avec Porsche a également apporté quelques modifications. L'ensemble du design extérieur a été modifié sur la base de la Porsche 911, en particulier les gammes 964/993. Les rétroviseurs extérieurs (Porsche 964/993), clignotants (993) et les jantes (964) sont des pièces d'origine Porsche pour cette gamme, le RS2 a également des pare-chocs avant et arrière modifiés. A l'avant, les entrées d'air dans le pare-chocs sont divisées en trois parties dans le style de la Porsche 993 Carrera 4S/Turbo pour le refroidisseur intermédiaire et les freins des roues avant. Contrairement à l'Avant standard, l'emplacement de la plaque d'immatriculation arrière est plus bas dans le pare-chocs arrière, mais il y a un panneau sur le hayon qui fait apparaître les feux arrière comme une bande. Il s'agit également d'un rappel de conception des gammes 964/993. L'Avant RS2 est également reconnaissable aux emblèmes RS2, avec de petits logos Porsche, sur la calandre peinte en noir et sur le hayon. Les étriers de frein peints en rouge, provenant du système de freinage Porsche, portent un lettrage Porsche blanc.
De par sa conception (uniquement en break) et ses origines (collaboration de Porsche), elle constitue une alternative originale aux BMW M3 et autres Mercedes C36 AMG. Malgré son âge et les modèles plus aboutis qui lui ont succédé (RS4 et RS6), elle se revend plutôt bien en occasion, et reste l'un des modèles phares de la lignée RS.
Deux exemplaires de l'Audi RS2 ont été produits en version berline. L'un est conservé au musée de la marque en Allemagne (elle fut produite pour le PDG de l'époque, Ferdinand Piëch) ; l'autre exemplaire, vendu à un émir arabe, est conservé dans une collection privée au Moyen Orient. Cependant, beaucoup de fans de la marque créent leur propre "RS2 berline" à partir d'une Audi 80 et de pièces de la RS2 break...

## Intérieur
L'intérieur respire la sportivité (sièges Recaro, compteurs et manos VDO, logos RS2, placages carbone...) et bénéficie des standards allemands en termes de finition. Le design intérieur se caractérise par deux couleurs, dont chacune est coordonnée aux onze finitions de peinture extérieures : RS-Blau intense et Silbergrau plus neutre. Cette conception est exclusive à l'Avant RS2. 
Les parties centrales des sièges sont recouvertes d'Alcantara de mêmes coloris RS-Blau ou Silbergrau, tout comme les inserts des panneaux de porte. Les renforts d'assise et le dossier en cuir nappa et en soie noir contrastent en couleur. Des housses de siège entièrement en cuir nappa et en soie noir étaient également disponibles en option. La hauteur et le dossier des sièges sport Recaro sont réglables électriquement.
L'emblème RS2 avec le lettrage Porsche orne également le volant sport de l'Audi. Les branches du volant sont recouvertes d'Alcantara de la même couleur que l'intérieur, également disponible en cuir noir. Le volant sport est fourni avec le système de sécurité Procon-ten. Un volant avec airbag conducteur était également disponible comme alternative et sans frais supplémentaires.
Tous les cadrans des instruments analogiques sont blancs et les quatre instruments principaux ont des anneaux décoratifs noirs. Les panneaux, le tableau de bord et les panneaux de porte avec inserts en fibre de carbone soulignent également l'aspect sportif de l'habitacle. En plus d'autres extras, l'équipement standard comprend également des vitres électriques à l'avant et à l'arrière, un système de nettoyage des phares et, bien sûr, la carrosserie entièrement galvanisée.
Entre autres choses, les options suivantes étaient disponibles en option : climatisation à commande automatique, airbag passager, toit ouvrant électrique, régulateur de vitesse et filet de séparation pour le coffre à bagages.

## Moteur
L'Audi Avant RS2 est équipé d'un moteur cinq cylindres en ligne turbo (code moteur ADU) d'une cylindrée de 2 226 cm³, connu, de l'Audi S2 (code moteur ABY). La puissance du moteur de la S2 (169 kW/230 ch) a été augmentée à 232 kW (315 ch) à 6500 tr/min. Le couple a également été augmenté à 410 Nm à 3000 tr/min. Le moteur est un moteur essence 5 cylindres à quatre temps disposé longitudinalement à l'avant avec un vilebrequin à six paliers, culasse en alliage, système d'injection électronique, un contrôle électronique de la pression de suralimentation et quatre soupapes par cylindre avec deux arbres à cames en tête (DOHC), qui sont entraînés par une courroie crantée et une chaîne.
Les performances supérieures du moteur de l'Avant RS2 ont été obtenues, entre autres, par des modifications du conduit d'admission, de l'injection du collecteur d'admission, de la gestion du moteur et du système d'échappement et grâce à l'utilisation d'un turbocompresseur modifié plus grand et d'un intercooler également agrandi. De plus, des ajustements ont été effectués sur la gestion du moteur et les temps de commande des soupapes. Le moteur turbo, avec un taux de compression de 9,0:1, est conçu pour de l'essence Super Plus (indice d'octane 98). Grâce à la commande de cliquetis sélective par cylindre avec deux capteurs, de l'essence Euro-Super normal (indice d'octane 95) peut également être utilisé, mais cela provoquera une légère réduction des performances.

## Châssis
Le châssis a également été adapté pour l'Avant RS2 : des triangles coulés sont utilisés à la place des maillons métalliques et un système de freinage haute performance à 4 pistons de Porsche, reconnaissable aux étriers de frein rouges et au lettrage Porsche, ont été installés. Après un court temps de production, ceux-ci ont été agrandis, passant du diamètre initial de 304 mm aux 322 mm de la Porsche 993 Turbo.
Conformément au caractère sportif de la voiture, l'ABS est réglé pour les freins de telle sorte qu'il n'intervient que très près de la limite de blocage lorsque la pédale est fortement enfoncée. Par rapport à l'Audi S2, la carrosserie a été abaissée et le repérage des amortisseurs a été modifié. Au lieu des pneus 205/55-16 de la S2, des pneus 245/40 de 17 pouces, plus larges et plus grands, sont utilisés. Ils sont montés sur des jantes en alliage léger au design Porsche. En conséquence, la réponse aux mouvements du volant et la stabilité directionnelle ont été améliorées, même dans la plage de vitesse maximale, et l'accélération latérale maximale possible a été augmentée. Le comportement de direction de l'Avant RS2 peut généralement être décrit comme neutre à légèrement sous-vireur.

## Transmission
La transmission intégrale permanente quattro de série avec différentiel intermédiaire Torsen autobloquant assure la meilleure traction possible. Un blocage de différentiel de l'essieu arrière peut également être activé manuellement pour une aide au démarrage dans des conditions routières difficiles. À une vitesse de conduite de 25 km/h ou plus, le verrouillage est automatiquement déverrouillé. La puissance est transmise via la boîte de vitesses standard à six rapports. Un système de direction à crémaillère avec assistance électrique assure la réponse de la direction et la stabilité directionnelle.

## Fiabilité et entretien
La RS2 est globalement fiable et ne semble pas souffrir de défauts majeurs (à quelques exceptions près), cependant la fiabilité dépend avant tout de la conduite et de l'entretien. Il conviendra donc de se pencher sur certains éléments sensibles tels que l'embrayage, qui souffre du couple et de la motricité de l'engin, le turbo (respect des temps de chauffe et de lubrification), le châssis, surtout sur les modèles en provenance d'Allemagne (où les produits de sablage sont très corrosifs), la consommation d'huile, plus élevée sur les moteurs turbo-compressés, et la distribution, dont le changement est préconisé par Audi tous les 100 000 km.

## Équipement

### Extérieur

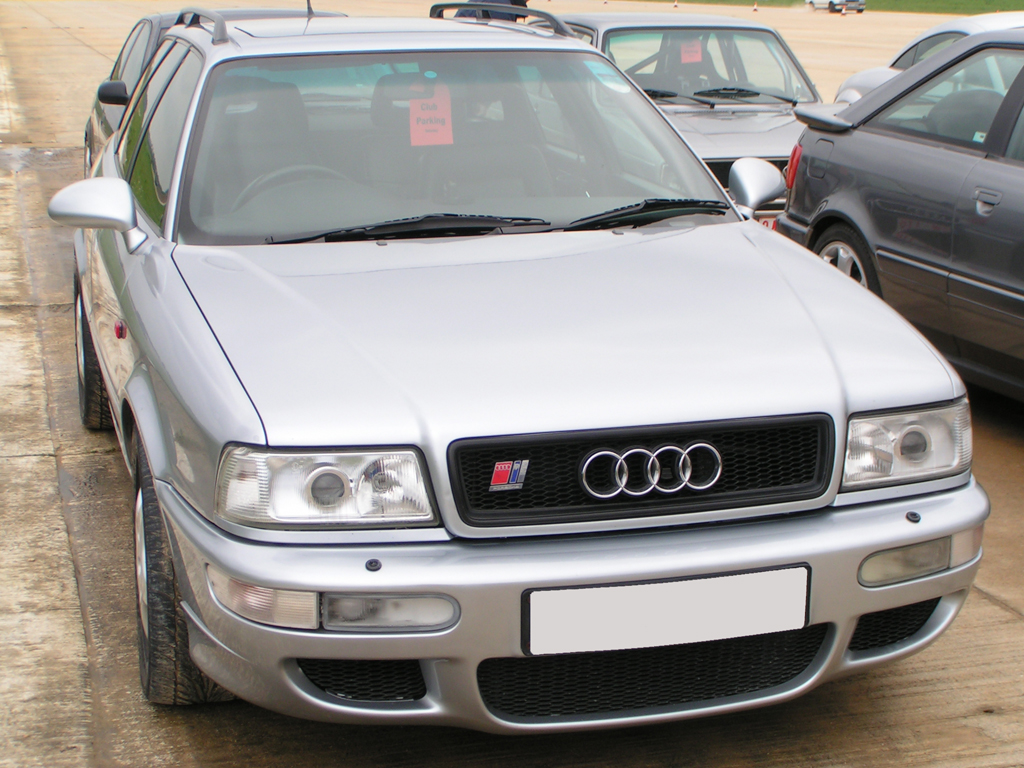
Audi Avant RS2

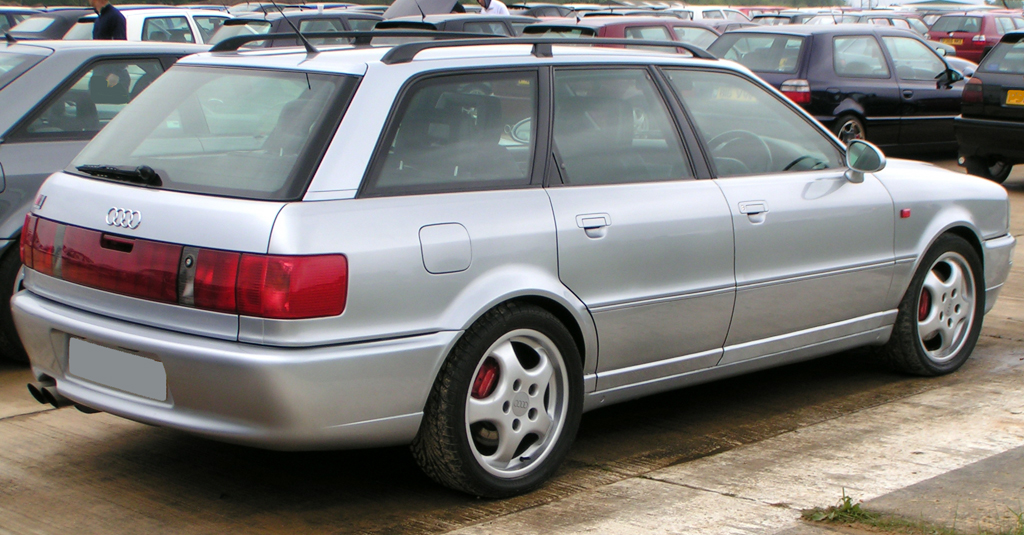
Audi Avant RS2

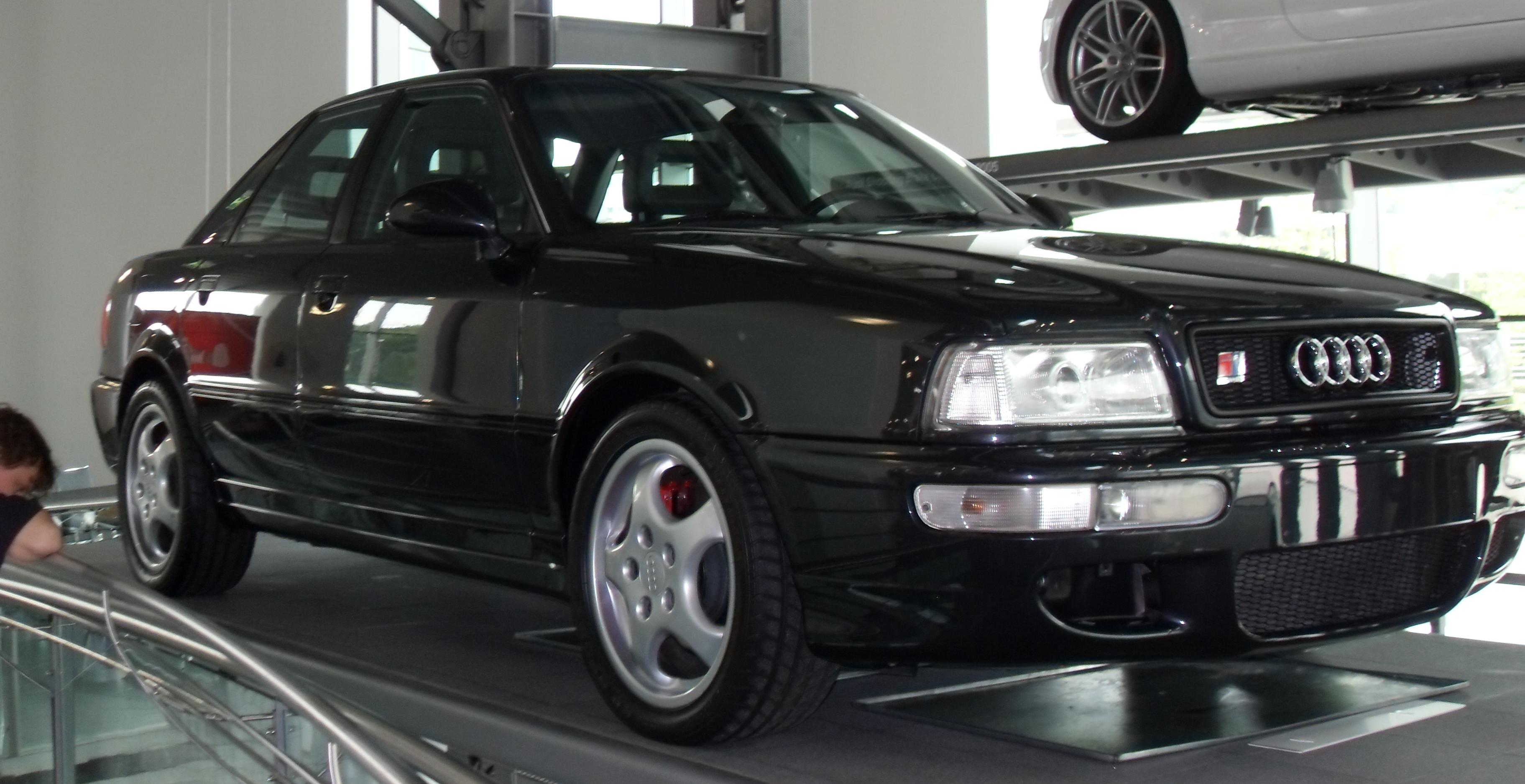
Audi RS2 berline

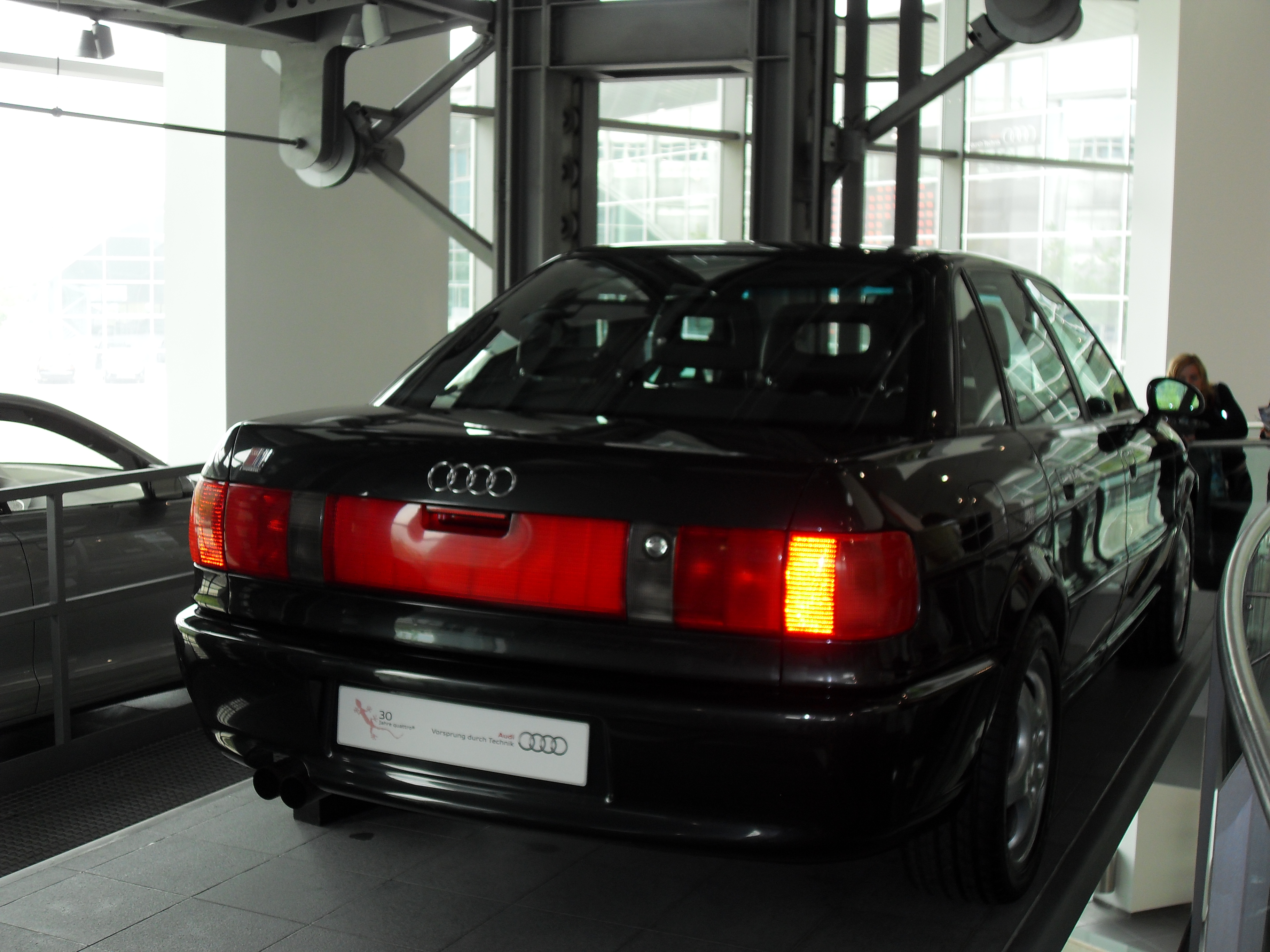
Audi RS2 berline

- Rétroviseur extérieur de la Porsche 993 avec une base spéciale, réglable électriquement et chauffant, convexe à droite
- Panneau arrière au design léger
- Préservation protectrice à long terme du soubassement et des passages de roues
- Emblème RS2 sur la calandre du capot et à gauche du hayon, avec inscription "Porsche"
- Carrosserie entièrement galvanisée avec préservation des cavités
- Pare-chocs plastifiés peints couleur carrosserie, pare-chocs avant avec bas de caisse prononcé et entrées d'air pour un refroidissement supplémentaires, pare-chocs arrière avec plaque d'immatriculation intégrée
- Seuils et couvre-joints peints couleur carrosserie
- Vitrage isolant thermique vert
- Jantes de 17 pouces en alliage léger au design Porsche (roue de secours similaire)

### Intérieur
- Equipement en cuir nappa/soie (noir) ou cuir/Alcantara RS-Blau ou Silbergrau (selon la couleur extérieure).
- Inserts sur le tableau de bord et les panneaux de porte en fibre de carbone, broussin ou érable moucheté
- Tapis de sol en velours
- Cadrans d'instrumentations entièrement blancs avec contours anodisés en noirs
- Pommeau de levier de vitesses et soufflet intégré en cuir
- Volant en cuir noir (six volants différents étaient possibles, éventuellement avec un airbag)
- Sièges sport Recaro avec réglage électrique de la hauteur et de l'angle du dossier à l'avant

### Équipement électrique/fonctionnel
- Affichage de la température extérieure sur le tableau de bord
- Système de contrôle automatique et ordinateur de bord
- Bouton-poussoir pour le blocage du différentiel arrière avec symboles et voyant lumineux dans la console centrale
- Vitres électriques à l'avant et à l'arrière
- Conception de feu arrière rouge
- Phares ellipsoïdaux, antibrouillards à halogènes et clignotants blancs intégrés au pare-chocs
- Système de nettoyage des phares
- Instruments supplémentaires dans la console centrale avec jauge de la pression de l'huile, jauge de la température de l'huile et voltmètre

### Systèmes de sécurité
- Système anti-blocage des roues (ABS)
- Habitacle conçu comme une cellule de sécurité
- Protection contre les chocs latéraux dans toutes les portes
- Zone avant et arrière avec zones de déformation définies
- Tendeurs de ceinture à l'avant
- Réservoir de carburant dans une zone protégée
- Antidémarrage à partir du modèle de 1995
- Colonne de direction avec sécurité procon-ten (de 1/94 à 7/94 : airbag conducteur en option sans supplément de prix)
- Grands airbags conducteur et passager avant (de 7/94 jusqu'à la fin de la production)

Selon l'année modèle, il y avait des différences mineures dans l'équipement du RS2, ainsi que des différences spécifiques à chaque pays.

## Performances
- Accélération :
  - 0 à 100 km/h : 5,3 s (chiffre d'usine : 5,4 s)
  - 0 à 200 km/h : 22,7 s

- Vitesse de pointe : 262 km/h

Les valeurs ont été déterminées lors de plusieurs tests par divers magazines automobiles. Selon le magazine automobile Suisse Revue automobile, l'Avant RS2 atteindrait probablement quelques km/h de plus en vitesse de pointe si elle n'était pas limitée électroniquement à cette vitesse.

## Consommation

### Type de carburant
- Essence sans plomb Super Plus (indice d'octane 98)

### Consommation de carburant
- 9,2 l aux 100 km

## Stock actuel
Stock actuel de véhicules en Allemagne:
- 1er janvier 2015: 273 véhicules
- 1er janvier 2014: 269 véhicules
- 1er janvier 2013: 273 véhicules
- 1er janvier 2012: 286 véhicules
- 1er janvier 2011: 276 véhicules
- 1er janvier 2010: 292 véhicules
- 1er janvier 2009: 288 véhicules
- 1er janvier 2008: 285 véhicules
- 1er janvier 2007: 437 véhicules (y compris les véhicules abandonnés)
- 1er janvier 2006: 438 véhicules (y compris les véhicules abandonnés)
- 1er janvier 2005: 481 véhicules (y compris les véhicules abandonnés)
- 1er janvier 2004: 522 véhicules (y compris les véhicules abandonnés)
- 1er janvier 2003: 552 véhicules (y compris les véhicules abandonnés)